# ترنتون (آلاباما)
ترنتون (به انگلیسی: Trenton) یک منطقهٔ مسکونی در ایالات متحده آمریکا است که در شهرستان جکسون، آلاباما واقع شده‌است. ترنتون ۲۰۵٫۱۳ متر بالاتر از سطح دریا واقع شده‌است.